# Herb Końskowoli
Herb gminy Końskowola – jeden z symboli miasta i gminy Końskowola, ustanowiony 14 kwietnia 1995.

## Wygląd i symbolika
Herb przedstawia na tarczy w polu błękitnym srebrny topór ze złotym toporzyskiem, zwrócony w prawo. Jest to historyczny herb miasta Końskowola, nawiązujący do jego właścicieli, rodu Tęczyńskich herbu Topór. Z racji podobieństwa do herbu Stawisk oraz herbu Rymanowa zmieniono przypuszczany przez Mariana Gumowskiego kolor tła herbu z czerwonego na błękitny.